# Глізе 570
Глізе 570 (англ. Gliese 570) — кратна зоряна система в сузір'ї Терези, що складається з чотирьох зік: двох червоних, одного помаранчевого та одного коричневого карликів. Розташована на відстані близько 19 світлових років від Сонця.

## Характеристика
Система має досить складну будову: два тьмяні компоненти, Глізе 570 В і Глізе 570 С, обертаються навколо загального центра мас на дуже близькій відстані один від одного — лише 0,79 а. о., роблячи повний оборот за 309 діб. Головний компонент Глизе 570 А віддалений від нього на відстань 190 а. о., а період обертання цієї пари і головного компонента становить 2130 років. Усі компоненти належать до популяції старих зірок галактичного диска.

### Глізе 570 А
Головний компонент є найяскравішою зорею в системі, він є помаранчевим карликом головної послідовності. Маса та діаметр зорі приблизно рівні 0,76 та 0,77 сонячних відповідно. Світимість Глізе 570 А еквівалентна 15,6 % світності Сонця, а період обертання навколо своєї осі становить 48,3 доби. Склад зорі подібний до сонячного: важких елементів (тобто важче водню і гелію) у неї трохи більше — 102 % порівняно з Сонцем.

### Глізе 570 B
Цей компонент належить до класу червоних карликів — категорії «холодних» і тьмяних зір, які завдяки повільному протіканню термоядерних реакцій живуть дуже довго — від десятків мільярдів до кількох трильйонів років. Маса і діаметр цієї зорі приблизно дорівнюють 0,55 і 0,65 сонячних відповідно, а світність не перевищує 1,9 % сонячної світності.

### Глізе 570 С
Входить у пару з Глізе 570 В, компонент С за своїми основними характеристиками схожий на нього: його маса і світність еквівалентні 35 % і 0,3 % сонячних відповідно. Згідно з деякими дослідженнями, ця зоря має надзвичайно велику швидкість обертання.

### Глізе 570 D
15 січня 2000 року астрономи оголосили, що знайшли одного з найхолодніших коричневих карликів, відомих на той час. Занесений до каталогу як Gliese 570 D, він спостерігався на великій відстані понад 1500 а. о. від потрійної зоряної системи. Його маса приблизно в 50 разів перевищує масу Юпітера.
Статус Gliese 570 D як коричневого карлика підтверджено за допомогою доплерівської спектроскопії в Міжамериканській обсерваторії Серро-Тололо в Чилі. Встановлено, що температура поверхні цього субзоряного об'єкта становить відносно низькі 500 °C, що робить його холоднішим і менш яскравим, ніж будь-який інший відомий на той час коричневий карлик (включаючи карлики спектрального класу T), і класифікує об'єкт як коричневий карлик класу T7-8В. Про рентгенівські промені цього коричневого карлика не повідомлялося.